# Sonny Boy Williamson I
John Lee Williamson conosciuto come Sonny Boy Williamson I (Jackson, 30 marzo 1914 – Chicago, 1º giugno 1948) è stato un musicista statunitense blues proveniente dal Tennessee.
È stato il più conosciuto e influente armonicista della sua generazione e veniva anche citato come "the father of modern blues harp". Contribuì a rendere popolare nel genere blues l'utilizzo dell’armonica a bocca non più solo come strumento marginale, ma principale. Il suo stile ha influenzato armonicisti come Sonny Terry, Little Walter e Junior Wells e altri musicisti del calibro di Muddy Waters e Jimmy Rogers.

## Biografia
La sua prima registrazione, Good Morning, School Girl, risale al 1937 e divenne subito una hit. Williamson iniziò ad essere molto popolare fra il pubblico nero di tutto il Sud degli Stati Uniti e nelle città del Midwest come Detroit e Chicago, città in cui si stabilì; sino al decennio successivo il suo nome fu sinonimo di armonica blues. Divenne talmente popolare che negli anni quaranta un altro armonicista, Alex "Rice" Miller, dell'Arkansas cominciò ad utilizzare il nome di Sonny Boy Williamson (per evitare ulteriore confusione verrà universalmente chiamato Sonny Boy Williamson II). Nessun'azione legale venne intentata per cercare di contrastare questa omonimia, probabilmente anche perché Miller non registrò alcun disco sotto questo nome quando John Lee era in vita e la sua attività all'epoca era limitata all'area del delta del Mississippi, mentre Williamson si concentrava più su Chicago.
Durante la sua carriera Williamson ha registrato materiale sia come bandleader che come sideman, soprattutto per l'etichetta discografica Bluebird. La sua ultima sessione di registrazione risale al dicembre 1947 e si trattava di una collaborazione con Big Joe Williams.
Il 1º giugno 1948 Williamson venne ucciso durante una rapina a Chicago, mentre stava rincasando dalla sua ultima esibizione dal vivo al The Plantation Club, una taverna poco distante da casa sua.